# Scissor Sisters (álbum)
Scissor Sisters é álbum de estúdio da banda Scissor Sisters, lançado em 2004. Foi lançado pela Polydor no Reino Unido. Chegou a número 1 no Reino Unido e na Irlanda, e foi o álbum mais vendido no Reino Unido para o ano de 2004. Desde o seu lançamento, foi 7x disco de platina no Reino Unido, vendendo mais de 2.100.000 cópias em tal país. Na Irlanda foi certificado 5x Platina. O álbum não foi tão bem sucedido em seu nativo EUA, alcançando a posição # 102 na Billboard 200. O álbum vendeu 3,3 milhões de cópias pelo mundo.

## Faixas
1. "Laura" (Hoffman, Sellards) – 3:36
2. "Take Your Mama" (Hoffman, Sellards) – 4:31
3. "Comfortably Numb" (Pink Floyd cover) (Gilmour, Waters) – 4:25
4. "Mary" (Hoffman, Sellards) – 4:43
5. "Lovers in the Backseat" (Hoffman, Sellards) – 3:15
6. "Tits on the Radio" (Hoffman, Lynch, Sellards) – 3:16
7. "Filthy/Gorgeous" (Hoffman, Lynch, Sellards) – 3:46
8. "Music Is the Victim" (Gruen, Hoffman, Sellards) – 2:57
9. "Better Luck" (Gruen, Hoffman, Sellards) – 3:08
10. "It Can't Come Quickly Enough" (Hoffman, Sellards) – 4:42
11. "Return to Oz" (Hoffman, Sellards) – 4:34
12. "Get It Get It" (Hoffman, Sellards) – 3:47 (US iTunes bonus track)

## Paradas de vendas
| País/Parada (2004)          | Melhor posição |
| --------------------------- | -------------- |
| Australian Albums Chart     | 7              |
| Austrian Albums Chart       | 75             |
| Finland Albums Chart        | 40             |
| Ireland Albums Chart        | 1              |
| Portugal Albums Chart       | 19             |
| Norwegian Albums Chart      | 33             |
| Swedish Albums Chart        | 13             |
| French Albums Chart         | 100            |
| U.S. Billboard 200          | 102            |
| UK Albums Chart             | 1              |
| End of Decade (2000 - 2009) | Position       |
| UK Albums Chart             | 9              |

| País/Parada       | Certificação | Vendas     |
| ----------------- | ------------ | ---------- |
| Austrália (ARIA)  | Platina      | 70,000+    |
| (IFPI)            | 3× Platina   | 3,000,000+ |
| Reino Unido (BPI) | 7× Platina   | 2,100,000+ |